# Ilter Ayyildiz
Ilter Ayyildiz (* 31. července 1992 Vídeň, Rakousko) je rakouský fotbalový záložník, od roku 2013 hráč klubu FC Admira Wacker Mödling. Hraje většinou na levé straně zálohy.

## Klubová kariéra
- Union Mauer (mládež)
- FC Admira Wacker Mödling (mládež)
- SV Schwechat (mládež)
- SV Schwechat 2010–2013
- FC Admira Wacker Mödling 2013–
- →  SV Horn (hostování) 2014–2015[2]